# Епишин, Сергей Петрович
Сергей Петрович Епишин (род. 29 сентября 1951 года в Люберцах) — генерал-майор ВС СССР и ВС РФ, начальник Московского высшего военного командного училища в 1999—2006 годах.

## Биография
Родился 29 сентября 1951 года в Люберцах (Московская область) в семье рабочего. Окончил школу № 37 с серебряной медалью в 1968 году и Московское высшее общевойсковое командное училище имени Верховного Совета РСФСР с отличием. В 1972—1977 годах служил в ГСВГ, командовал разведывательной ротой 60-го мотострелкового полка 16-й гвардейской танковой дивизии (2-я танковая армия), был начальником штаба и командиром 2МСБ 60МСП. В 1977—1980 годах учился в Военной академии имени М. В. Фрунзе, которую окончил с отличием.
В 1980—1992 годах — начальник штаба мотострелкового полка и командир мотострелкового полка в Забайкальском военном округе, был 1-м заместителем командира мотострелковой дивизии. Командовал 5-й гвардейской танковой дивизией: по свидетельствам сослуживцев, нередко сам садился в танк и на личном примере показывал образец прицельной стрельбы.
С 1992 по 1996 годы — советник Командующего Республиканской гвардии Сирии. В 1997—1999 годах — начальник штаба Группы российских войск в Закавказье. 15 июня 1999 года был назначен начальником Московского высшего военного командного училища. В ноябре 2006 года уволен в запас. После отставки стал главой межрегиональной общественной организации «Кремль».
Награды:
- орден «За службу Родине в Вооружённых Силах СССР» III степени
- орден Почёта
- 15 медалей СССР, России и иностранных государств, в том числе:
  - Медаль «За безупречную службу» I, II и III степеней[4][5]
  - Медаль «60 лет Вооружённых Сил СССР»[4][5]
  - Медаль «70 лет Вооружённых Сил СССР»[4][5]
  - Медаль «В ознаменование 100-летия со дня рождения Владимира Ильича Ленина»[4][5]
  - Медаль «Маршал Баграмян»[4][5]